# GP Девы
GP Девы (лат. GP Virginis), HD 118246 — двойная звезда в созвездии Девы на расстоянии (вычисленном из значения параллакса) приблизительно 2620 световых лет (около 804 парсек) от Солнца. Визуальная звёздная величина звезды — от +8,1m до +8,03m.
Открыта Дэвидом Джеральдом Тернером, Р. У. Лайонсом и Чарльзом Томасом Болтоном в 1978 году*.

## Характеристики
Первый компонент — бело-голубая пульсирующая переменная звезда типа Гаммы Кассиопеи (GCAS) спектрального класса B3III, или B3e, или B4V, или B5III/IVe, или B5e, или B8. Масса — около 5,211 солнечной, радиус — около 5,033 солнечного, светимость — около 410,92 солнечной. Эффективная температура — около 8869 K.
Второй компонент — красный карлик спектрального класса M. Масса — около 441,99 юпитерианской (0,4219 солнечной). Удалён в среднем на 2,593 а.е..